# Hedemora kyrka
Hedemora kyrka är en kyrkobyggnad i Hedemora. Den är församlingskyrka för Hedemora, Husby och Garpenbergs församling i Västerås stift.

## Kyrkobyggnaden
Hedemora kyrka är uppförd under sent 1200- eller tidigt 1300-tal och finns omnämnd i skrift 1362. Under 1400-talet byggdes det ena av sidoskeppen ut, ursprungligen som ett korkapell. Mittskeppets tak har tre stycken kryssvalv från slutet av 1400-talet, varav två (Enköpingsvalvet och Sturevalvet) är utformade som människor med armar som håller upp taket, så kallade gubbvalv, vilka var vanliga i Dalarna vid denna tid.
Kyrktornet med tillhörande vapenhus började byggdes år 1523 i kyrkans västra ände. Tidigare låg kyrkans ingång i söder, i kyrkans främre del. År 1621 kröntes tornet av en hög spira, som 1773 byttes ut mot den nuvarande lanterninen, ritad av arkitekten Carl Hårleman.
Huvudkoret, längst fram i kyrkan, är från 1724 och tillkom efter att kyrkoherde Andreas Sandels klagat till biskopen i Västerås att det gamla var för litet. Den raka korväggen, en rest från medeltiden, revs fyra år senare och altaruppsatsen byggdes 1729–1730
Förutom huvudkoret finns det så kallade Annakoret (namngett efter Jesu mormor), eller Garpkoret, i norr. Innan Garpenberg hade en egen kyrka satt garpenbergsborna där. I koret hänger ett triumfkrucifix från 1300-talet. Tidigare låg Sankta Catarinakoret (namngett efter Katarina av Vadstena, heliga Birgittas dotter) i söder, men efter renoveringen år 2000 plockades detta bort. 
Hedemora kyrka är vitkalkad invändigt, men var tidigare målad. Man fått fram fragment av målningar av Jungfru Marie trolovning och en knäböjande riddare mittemot sakristian vid en restaurering 1884. Dessutom tog man fram ett konsekrationskors i mittskeppet vid renoveringen 1967–1968. Jungfru Maria och riddaren kalkades dock över på nytt 1884, då de bedömdes synas så dåligt.
Predikstolen är i barockstil och skapad av Olof Gerdman vid Burchard Prechts målarskola 1727. Samme konstnär har även gjort kyrkans nummertavlor. I predikstolens tak finns en duva som symbol för den helige anden som skulle leda prästen under predikan. Stora ljusskronor av Skultunamässing, vilka har skänks av förmögna familjer, hänger från taket och står för belysningen.

## Orgeln
Kyrkorgeln är tillverkad av A. Magnusson Orgelbyggeri AB och har 33 stämmor. Den installerades i samband med renoveringen 1967–1968 och ersatte den gamla orgeln av samma tillverkare, från 1904 med 24 stämmor. Man beslöt också att ha kvar den gamla orgelfasaden från 1757, då den bedömdes ha ett högt estetiskt värde. Kyrkan har dokumenterat haft orglar ända sedan 1500-talet. Vid renoveringen på 1960-talet flyttades även orgelläktaren två meter framåt i kyrkan, vilket bland annat frigjorde utrymme för brudkammare och toaletter.
- 1590 byggdes en orgel till kyrkan och placerades vid sakristians mus. 1634 tillbygges orgeln till 19 stämmor. Orgeln flyttades 1685 från korläktare till västläktaren av Georg Woitzig. 1727 reparerades orgeln av Daniel Stråhle som också byggde till pedal. Den skadades 1755 vid stadsbranden.
- 1757 byggde Jonas Gren & Petter Stråhle, Stockholm en orgel med 22 stämmor, två manualer och bihängd pedal. Orgeln kostade 20000 daler kopparmynt och organisten Hedenstrand skänkte 100 daler till bygget. Orgelverket byggdes som Klara kyrkas orgel, med en rund öppning i mitten.

| Huvudverk I       | Öververk II   | Pedal   | Koppel |
| Kvintadena 16'    | Kortflöjt 8'  | Bihängd |        |
| Principal 8'      | Principal 4'  |         |        |
| Flachflöjt 8'     | Rörflöjt 4'   |         |        |
| Oktava 4'         | Kvinta 3'     |         |        |
| Flöjt 4'          | Oktava 2'     |         |        |
| Fleut Traversiere | Scharf 3 chor |         |        |
| Kvinta 3'         | Trumpet 8'    |         |        |
| Oktava 2'         | Trumpet 4 B   |         |        |
| Scharf 3 chor     | Vox virginea  |         |        |
| Cymbel 2 chor     |               |         |        |
| Trumpet 4         |               |         |        |
| Trumpet 8'        |               |         |        |
| Trumpet 16'       |               |         |        |

- 1904 byggde Johannes Magnusson, Göteborg en ny orgel med 24 stämmor, två manualer och pedal.
- Den nuvarande orgeln byggdes 1968 av A Magnussons Orgelbyggeri AB, Mölnlycke. Orgeln är mekanisk och har fria kombinationer. Fasaden med fasadpipor är från 1757 års orgel.

| Huvudverk I           | Svällverk II      | Bröstverk III | Pedal              | Koppel |
| Kvintadena 16'        | Borduna 8'        | Gedackt 8'    | Subbas 16´         | I/P    |
| Principal 8´          | Fugara 8'         | Rörflöjt 4'   | Principal 8´       | II/P   |
| Rörflöjt 8'           | Voix celeste 8'   | Principal 2'  | Borduna 8'         | III/P  |
| Oktava 4´             | Prestant 4'       | Nasat 1 1/3'  | Nachthorn 2'       | II/I   |
| Blockflöjt 4'         | Spetsflöjt 4'     | Ters 4/5'     | Rauschquint 3 chor | III/I  |
| Oktava 2'             | Hålflöjt 2'       | Cymbel 2 chor | Basun 16'          |        |
| Sesquialtera 1-5 chor | Sifflöjt 1'       | Regal 8'      | Skalmeja 4'        |        |
| Mixtur 4-5 chor       | Hintersatz 4 chor | Tremulant     |                    |        |
| Trumpet 8'            | Dulcian 16'       |               |                    |        |
|                       | Krumhorn 8'       |               |                    |        |
|                       | Tremulant         |               |                    |        |
|                       | Crescendosvällare |               |                    |        |

### Kororgel
Den nuvarande kororgeln byggdes 1967 av A Magnussons Orgelbyggeri AB, Göteborg. Orgeln är mekanisk.
| Manual        | Pedal   |
| Gedackt 8'    | Bihängd |
| Principal 4'  |         |
| Rörflöjt 4'   |         |
| Kvintadena 2' |         |
| Mixtur 3 chor |         |

## Inventarier
Kyrkporten från 1400-talet, med inristade bomärken, finns bevarad på mittskeppets bakre vägg. Den har i äldre källor trotts vara från 1100-talet och suttit på ett möjligt kapell uppe på åsen, men senare undersökningar har visat att så inte är fallet. Dopfunten är från 1300-talet och huggen i kalksten från Uppland.
Den nuvarande altartavlan från 1878 är målad av Mårten Eskil Winge. Den ersatte en äldre altartavla, från omkring 1730 och målad av Johan Joachim Streng. Strengs altartavla hade då träffats av blixten två gånger, och rullades efter att den nya kommit på plats 1731 ihop och lades på en kall vind. En restaurering av tavlan skedde 1998–2000, varefter den sattes upp på norra sidoskeppets västra vägg.
Nattvardssilvret som huvudsakligen används är från 1960, inköpt efter en silverstöld 1958, då 19 silverpjäser försvann. 1966 kom 13 av silversakerna tillbaka, bland annat en oblatask från 1660.

## Galleri

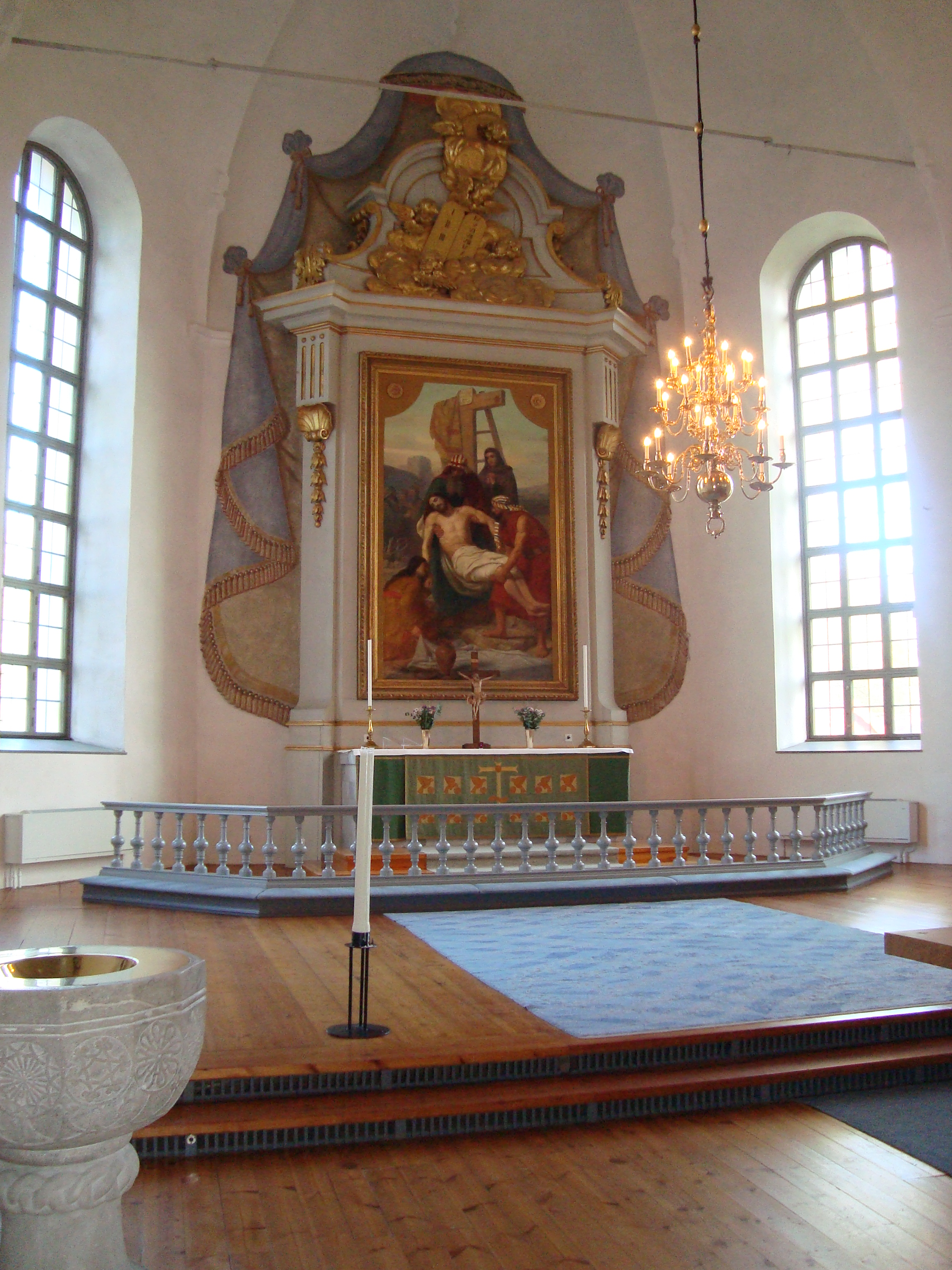
Koret
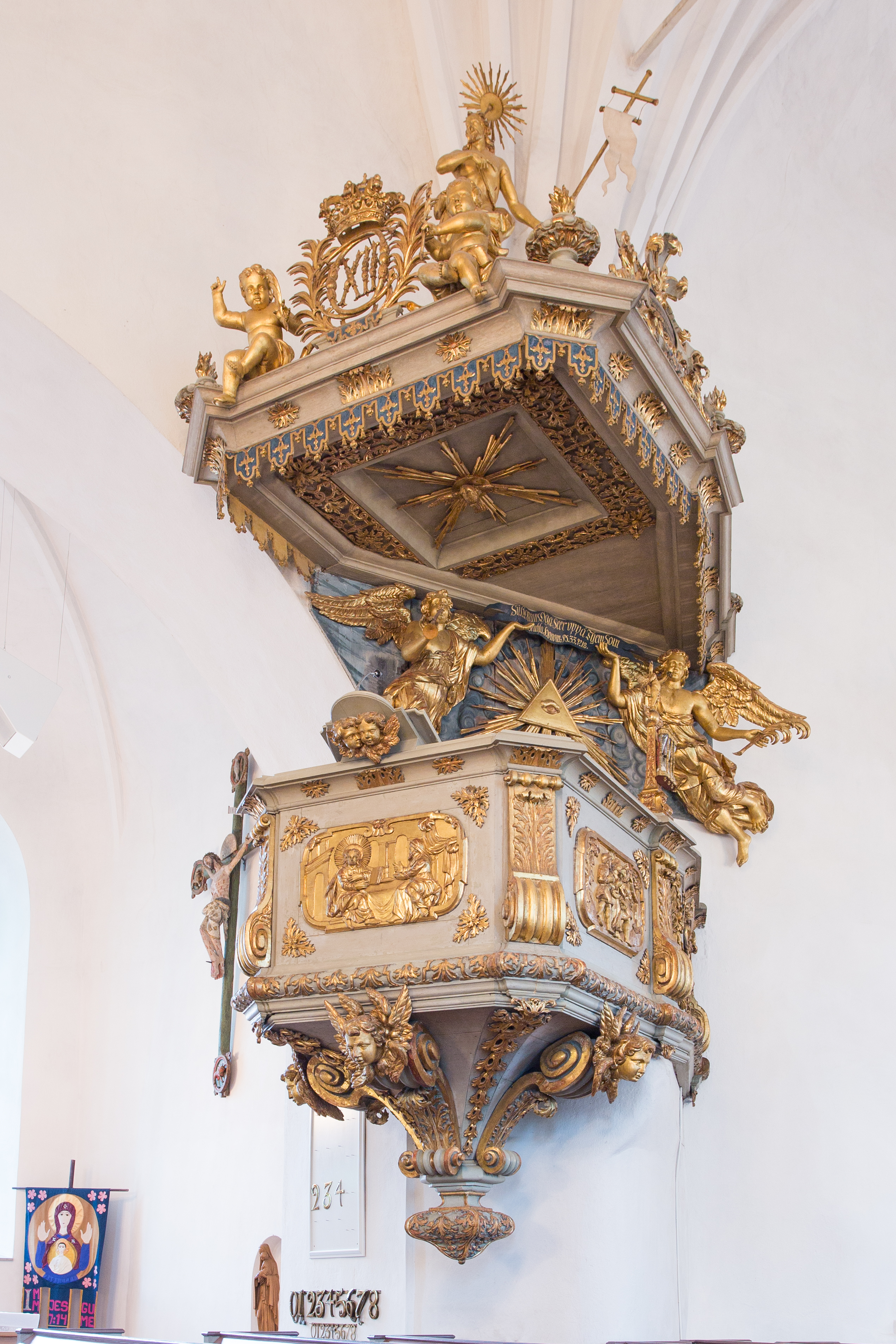
Predikstolen
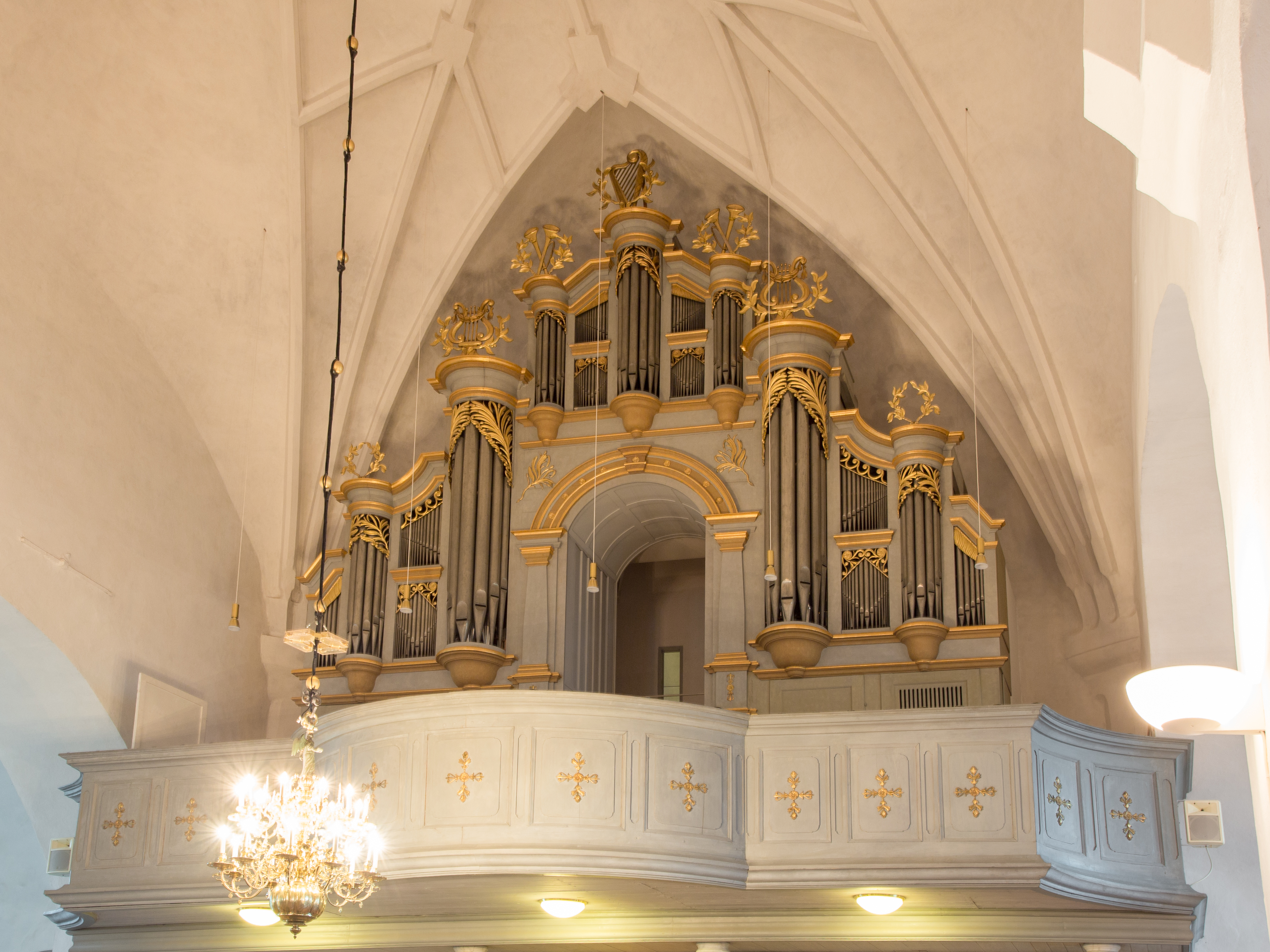
Orgelläktaren
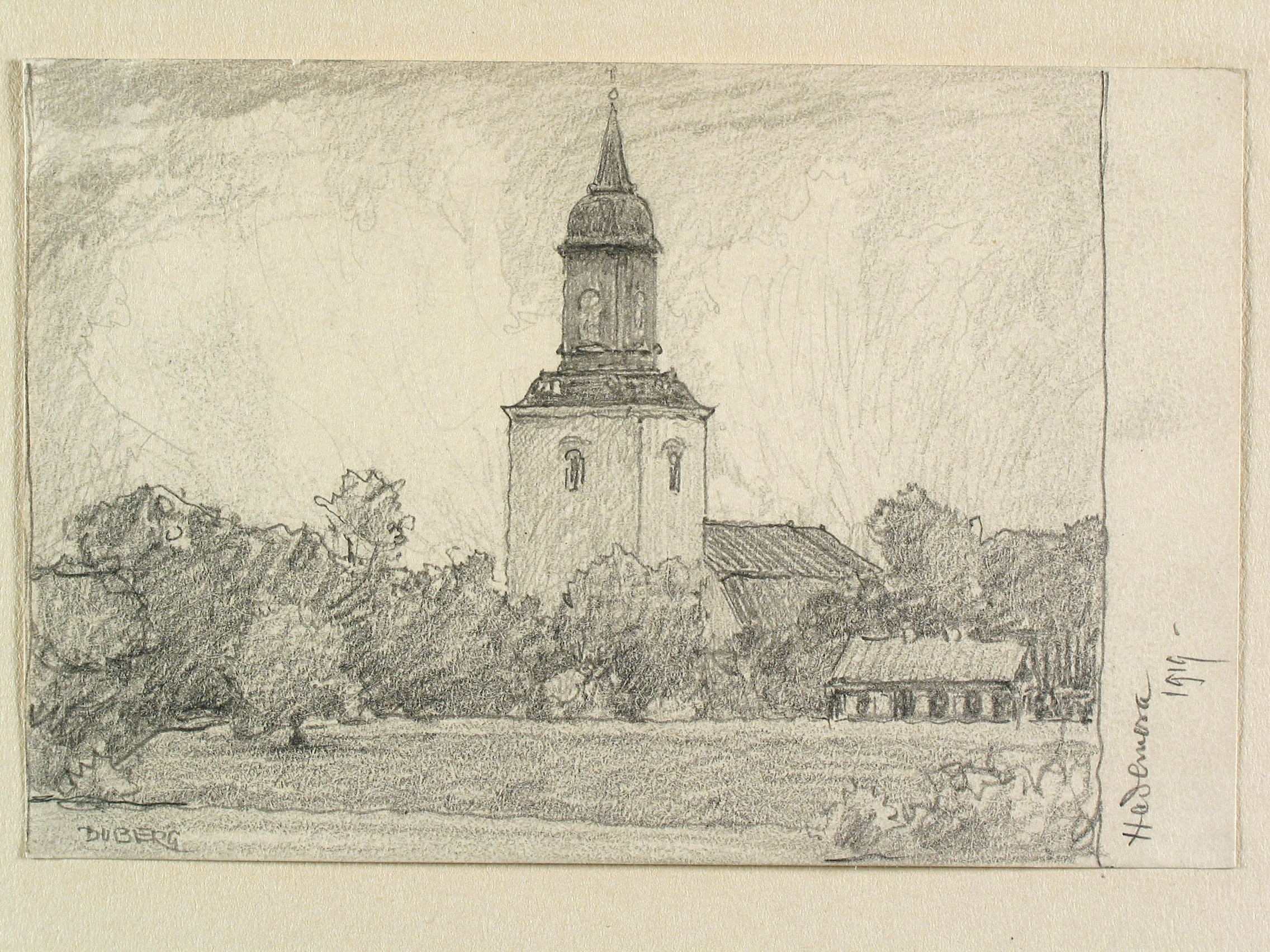
Hedemora kyrka tecknad av Ferdinand Boberg 1919

## Kyrkogård

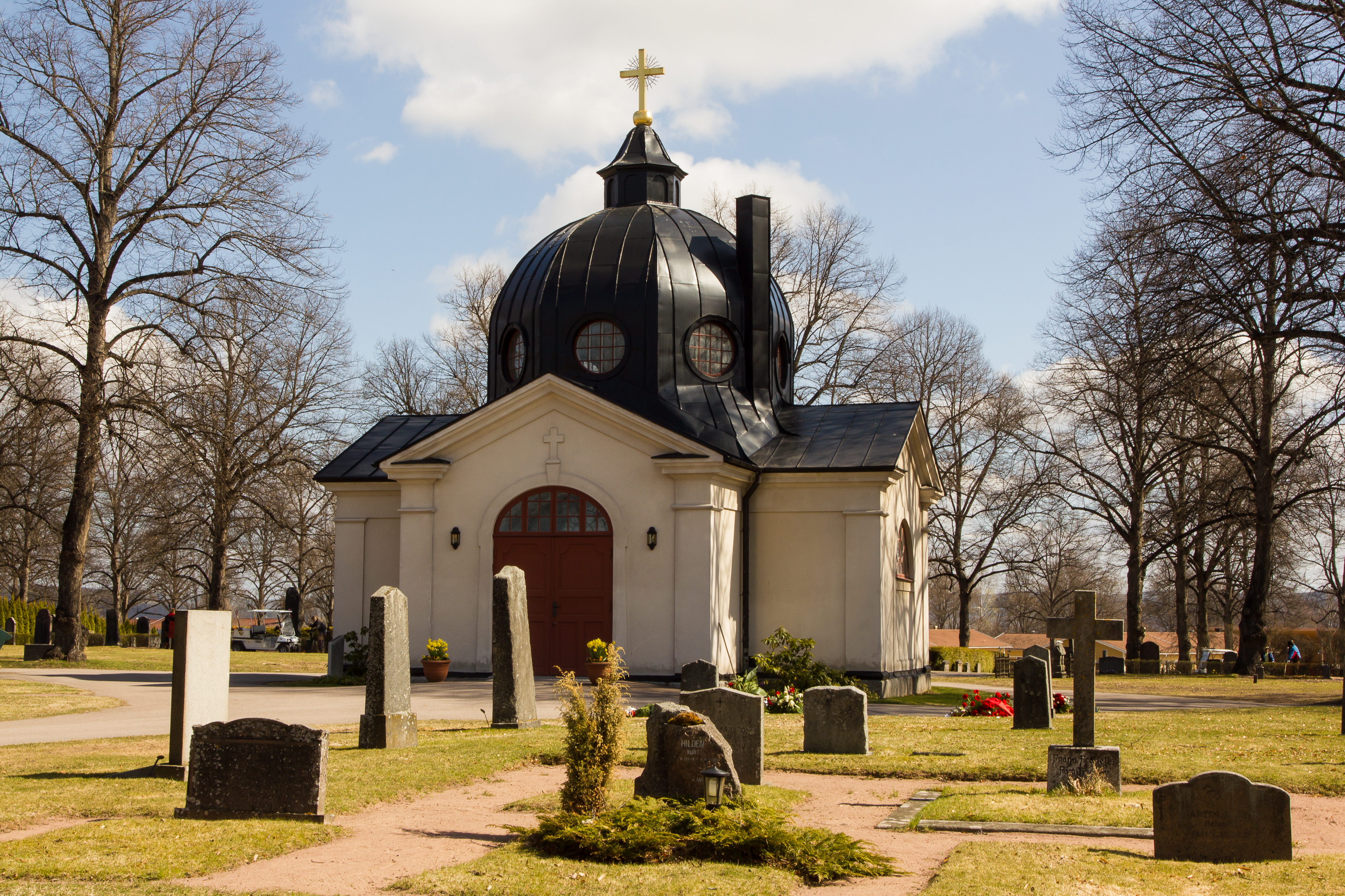
Kapellet på Hedemora kyrkogård.

Området runt kyrkan anses ha använts för begravningar sedan kyrkan byggdes. I oktober 1891 invigdes "nya kyrkogården", som var en fortsättning söderut på den gamla, av kontraktsprosten C. Schmidt. Runt 1902 invigdes ett gravkapell (Hedemora kapell), ritat av Carl Johan Perne, på den nya delen. År 1981 fick kyrkogården en minneslund. 2007 invigdes ett nytt bisättningshus, förlagt utanför kyrkogården, vilket möjliggör även för andra samfund att nyttja byggnaden.

### Fotnoter
1. 1 2  ”De siktar mot toppen”. DT. 19 juni 2012. Arkiverad från originalet den 4 juli 2015. https://web.archive.org/web/20150704171505/http://www.dt.se/dalarna/hedemora/de-siktar-mot-toppen. Läst 3 juli 2015.
2. ↑  Brennström, Greger (2013). [http://kulturarvsdata.se/raa/dokumentation/11b64435-4644-4c76-9f36-aeea26030b5b ”Arkeologisk schaktövervakning vid
HEDEMORA KYRKA”] (PDF). Dalarnas museum. sid. 3. http://kulturarvsdata.se/raa/dokumentation/11b64435-4644-4c76-9f36-aeea26030b5b. Läst 16 februari 2016.
3. 1 2  Lindberg et al. (2002), sid 8–11
4. 1 2  Nordin, Jonas M. (2009). Det medeltida Dalarna och Västmanland: en arkeologisk guidebok. Lund: Historiska media. sid. 100. Libris 11211674. ISBN 978-91-85507-17-7
5. ↑  Lindberg et al. (2002), sid 40–42
6. 1 2  Lindberg et al. (2002), sid 26–29
7. ↑  Carlsson & Granberg (1982), sid 405
8. ↑  Ahlberg, Hakon (1977). Dalarnas kyrkor. Falun: Dala-demokraten. Libris 152288
9. ↑  Carlsson & Granberg (1982), sid 408
10. ↑  Abrahamsson Hülpers, Abraham (1773) (på Svenska). Historisk Afhandling om Musik och Instrumenter särdeles om Orgwerks Inrättningen i Allmänhet jemte Kort Beskrifning öfwer Orgwerken i Swerige. Västerås: Johan Laurentius Horrn. sid. 240. Libris 2413220
11. ↑    - Tore Johansson, red (1990). Inventarium över svenska orglar: 1990:I, Västerås stift; Karlstads stift. Tostared: Förlag Svenska orglar. Libris 4108784
12. ↑  Lindberg et al. (2002), sid 7
13. ↑  Lindberg et al. (2002), sid 32
14. ↑  Hedermora kyrkogård, Svenska kyrkan
15. ↑  Hedemora nya kyrkogård Arkiverad 11 mars 2019 hämtat från the Wayback Machine., Vestmanlands Läns Tidning, 29 oktober 1891
16. ↑  ”Kyrkogården - en vacker park”. Hedemora, Husby och Garpenbergs församling. 6 april 2016. Arkiverad från originalet den 11 mars 2019. https://web.archive.org/web/20190311204447/https://www.svenskakyrkan.se/hedemora/kyrkogarden---en-vacker-park. Läst 11 mars 2019.
17. ↑  Källs, Johan (3 december 2007). ”Här ska de döda tas emot”. Dalarnas Tidningar. Arkiverad från originalet den 11 mars 2019. https://web.archive.org/web/20190311204331/https://www.dt.se/artikel/hedemora/har-ska-de-doda-tas-emot. Läst 11 mars 2019.